# Heißen
Heißen ist ein Stadtteil der kreisfreien Stadt Mülheim an der Ruhr in Nordrhein-Westfalen. Neben der ehemals eigenständigen Gemeinde Heißen gehören auch die Ortsteile Winkhausen, Fulerum und Heimaterde zum Stadtteil.

## Lage
Heißen ist der östlichste Stadtteil Mülheims und liegt im Stadtbezirk Rechtsruhr-Süd, mit Ausnahme des statistischen Bezirks Winkhausen (Heißen-Nord), das zu Rechtsruhr-Nord gehört. Er liegt am historischen Hellweg und grenzt an Menden-Holthausen, Altstadt I, Altstadt II, Dümpten und an die Essener Stadtteile Frohnhausen, Fulerum und Haarzopf. Das Stadtteilzentrum liegt auf einem der westlichsten Ausläufer des Westenhellwegs, der sich an dieser Stelle fast 100 m über die Mülheimer Innenstadt erhebt.

## Geschichte
Heißen wird urkundlich als erster Ortsteil innerhalb des späteren Mülheimer Stadtgebietes erwähnt: Mit Urkunde vom 24. Februar 796 übertrug der Grundbesitzer Hemric (auch Hemricus) eine Rodung (Bifang) im „Silva Heissi“ zu Händen des Liudger. Das genannte Waldgebiet erstreckte sich nördlich der Ruhr zwischen den heutigen Ortsteilen Heißen und Heisingen. Verbunden mit der Berechtigung an Wald und Fischerei war diese Schenkung die Grundlage für die Gründung des Klosters Werden einige Jahre später.
Im 11. Jahrhundert wurde die Gemarkung Fulerum als Schenkung des Grafen von Berg an das Kloster Werden erstmals urkundlich erwähnt. Im 15. Jahrhundert waren hier 13 Feuerstellen registriert.
Heißen war ein frühes Zentrum des Steinkohlenbergbaus im Ruhrgebiet. Um 1830 existierten eine Vielzahl kleinerer Steinkohlen-Bergwerke, aus denen später durch Betriebszusammenschlüsse die Zechen Humboldt, Rosenblumendelle und  Wiesche hervorgingen.
1866 wurde der „Bahnhof Heißen“ an der Strecke Osterath–Dortmund Süd eröffnet. Die Haltestation wurde ausschließlich für den Kohleumschlag errichtet. Hier zweigte die Bahnstrecke Mülheim-Heißen–Altendorf (Ruhr) nach Dahlhausen über Steele-Süd ab. Der Abschnitt zwischen Mülheim Hbf und Heißen wird als „Heißener Berg“ bezeichnet.
Im Zuge der Verwaltungsreform 1878 wurde die bisherige Landbürgermeisterei Mülheim in die Bürgermeistereien Broich, Styrum und Heißen aufgeteilt. Am 30. August 1879 wurde die neu errichtete Bürgermeisterei bezogen.
1899 wurde vom Mülheimer Bergwerks-Verein der Grundstein zur „Colonie Wiesche“ gelegt. 1914 erhielten die beiden Straßen „Mausegatt“ und „Kreftenscheer“ ihre Namen, abgeleitet von alten Flözbezeichnungen.
1910 wurde der Landkreis Mülheim an der Ruhr aufgelöst. Der größte Teil der Gemeinde Heißen mit Winkhausen wurde nach Mülheim eingemeindet. Der östliche Teil der Gemeinde mit dem größten Teil der Ortschaft Fulerum wurde nach Essen eingemeindet. Im gleichen Jahr wurde die Straßenbahnlinie von Mülheim Stadtmitte über Heißen nach Essen eingeweiht.
Im Jahre 1918 wurde mit dem Bau der Siedlung Heimaterde begonnen, die auf eine Initiative des Krupp-Prokuristen Max Halbach zurückgeht.
1952 endete die Förderung auf der Zeche Wiesche und 1966 wurde mit der Zeche Rosenblumendelle die letzte Zeche geschlossen. Damit war Mülheim als erste Großstadt des Ruhrgebiets ohne aktiven Bergbau.
1973 entstand auf dem ehemaligen Gelände der Zeche Humboldt an der Stadtgrenze zu Essen mit dem Rhein-Ruhr Zentrum das seinerzeit größte überdachte Einkaufszentrum in Deutschland.